# Nine (comedia musical)

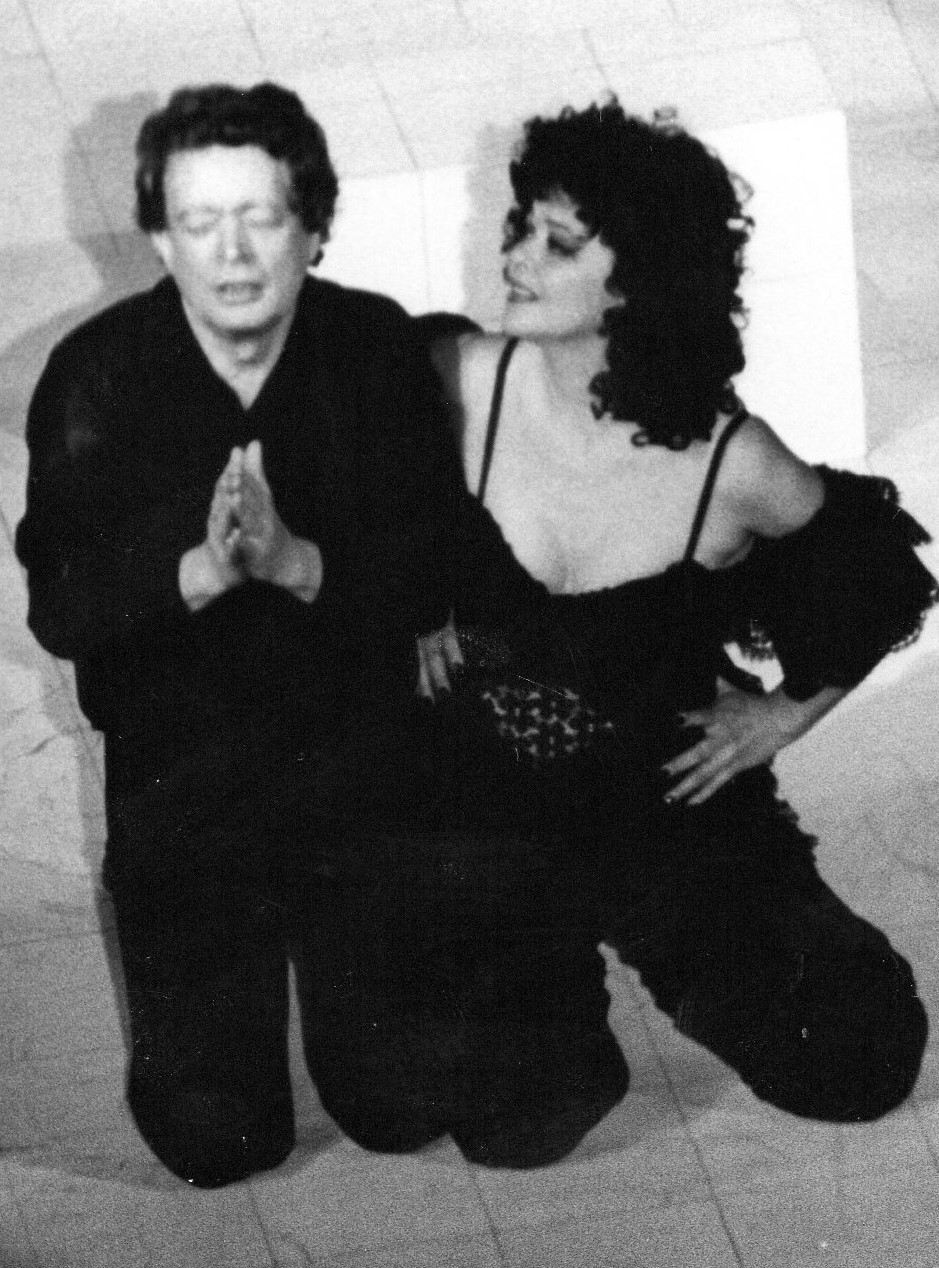
Ernst-Hugo Järegård (Guido) y Anna Sundqvist (Saraghina) en el musical NINE, Estocolmo

Nine es un musical basado en la película semi-autobiográfica 8½ de Federico Fellini. Fue inicialmente ideado y escrito en 1973 por Maury Yeston, como un proyecto de clase en el Taller de Teatro Musical BMI de Lehman Engel (Lehman Engel’s BMI Music Theatre Workshop). Más tarde fue desarrollado por varios autores como obra literaria, en primer lugar por Mario Fratti y después por Arthur Kopit, utilizando la música y las letras del propio Maury Yeston.
La trama de la misma está centrada en el director de cine Guido Contini, quien teme la llegada inminente de su cuadragésimo cumpleaños, ya que se enfrenta a la crisis de la mediana edad, bloqueando sus impulsos creativos y atrapándolo en una red de dificultades amorosas en la Venecia de principios de los años sesenta.
La producción original de Broadway debutó en el año 1982 y tuvo 729 representaciones con el actor puertorriqueño Raúl Juliá en el papel protagonista. Ganó cinco Premios Tony, incluyendo el de mejor musical y ha contado con varias reediciones. 

## Historia del musical
Yeston comenzó a trabajar en el musical en 1973. Durante su adolescencia, Yeston vio la película de Fellini y quedó intrigado por su temática. “Miré la pantalla y dije ‘Soy yo’. Todavía creía en todos los sueños e ideales que suponen el ser un artista, y aquí encontré una película que trataba sobre un artista en problemas. Se convirtió en una obsesión” dijo Yeston al New York Times. Más tarde añadió “Nine fue eso que yo deseaba escribir desesperadamente –sin pensar ni por un momento que fuese a ser producida. La película tuvo un impacto brutal en mí al verla por primera vez cuando era un adolescente. Quedé fascinado con el personaje de Guido, que atravesaba una segunda adolescencia cuando yo aún estaba viviendo la primera. Cuando crecí, comencé a darme cuenta que existía un espacio donde poder explorar las reacciones del funcionamiento interno de las mujeres en la obra de Guido. Creo que eso fue lo que abrió las puertas a la creatividad que dio paso a Nine- la necesidad de escuchar a estas extraordinarias mujeres. El gran secreto de Nine es que partiendo de la obra fílmica 8 ½ se convirtió en un ensayo sobre el poder de las mujeres que responde a la pregunta “¿Qué son las mujeres para los hombres?”. Nine responde esta pregunta; ellas son nuestras madres, nuestras hermanas, nuestras profesoras, nuestras seductoras, nuestras jueces, nuestras enfermeras, nuestras esposas, nuestras amantes o nuestras musas”. El guionista Mario Fratti comenzó a trabajar en el libreto del musical en 1977, pero los productores y el director Tommy Tune decidieron que este guion no funcionaba, y contrataron a Arthur Kopit en 1981 para volver a escribir el guion, trabajando (tal y como hizo Fratti) con Maury Yeston como compositor/letrista, partiendo esta vez de la música de Yeston y la película de Fellini como fuente de inspiración. Este nuevo guion de Kopit, así como los apuntes de Yeston se convirtieron en el guion definitivo que fue producido en Broadway en 1982. 
Fellini tituló a su película 8 ½ en reconocimiento a su carrera anterior, que englobaba seis largometrajes, dos cortometrajes y una película codirigida. El título de la adaptación musical de Yeston agrega otro medio crédito a la producción de Fellini y se refiere a la edad del personaje de Guido durante su primera secuencia alucinatoria. Yeston llamó al musical Nine explicando que, al añadir música a 8 ½ “es como medio número más”. 

## Trama musical
Guido Contini, un famoso director de cine italiano, acaba de cumplir los cuarenta y se enfrenta a una doble crisis: debe rodar una película para la cual es incapaz de escribir el guion y su esposa, de veinte años, la estrella de cine Luisa del Forno, parece estar a punto de abandonarlo si él no es capaz de prestar más atención a su matrimonio. Como resultado, es la misma crisis. 
Los esfuerzos de Luisa por hablar con él parecen ahogarse por las propias voces de su cabeza: voces que se personifican en las mujeres de su vida, que hablan a través de las paredes de su memoria de forma insistente, coqueta, irresistible y potente. Estas mujeres hablan más allá de las palabras (Overture delle Donne). Son las mujeres que Guido ha amado y de las cuales él obtuvo toda la vitalidad de su vida creativa, ahora estancada como su matrimonio. 
En un intento por encontrar algo de paz y lograr salvar su matrimonio, la pareja acude a un spa cerca de Venecia (Spa Music), donde se ven inmediatamente perseguidos por la prensa con preguntas incómodas sobre su matrimonio y sobre algo que Guido no le había comentado a Luisa: su inminente proyecto cinematográfico (Not Since Chaplin). 
Mientras Guido lucha por encontrar una historia para su película, su preocupación aumenta –su mundo interior comienza a convertirse en algo indistinguible del mundo real y objetivo (Guido’s Song). Su amante Carla llega a Venecia, llamándolo desde su solitaria habitación de hotel (A Call from the Vatican) y  su productora Liliane La Fleur, ex vedette del Folies Bergeres, le insiste en que la obra debe ser un musical, una idea que a su vez se desvía en una fantasía femenina de extraordinaria viveza (The Script/Folies Bergeres). Mientras todo esto ocurre, Luisa se da cuenta de que la fortaleza de su amor se está viendo consumida por la ansiedad que siente por él y la consternación por su vida matrimonial  (My Husband Makes Movies/Only With You). 
La fugitiva imaginación de Guido, aferrándose a las mujeres, finalmente se materializa tanto en su presente como en su pasado donde él se encuentra con su madre, bañando a un niño de nueve años, el propio Guido en su niñez (Nine). Esa visión le lleva a reencontrarse en una playa con Saraghina, la prostituta y paria a la que él acudió en su curiosidad infantil, saliendo sigilosamente del internado católico San Sebastián, para pedirle que le instruyera acerca del amor. Su respuesta, sé tú mismo (Ti Voglio Bene/ Be Italian) y el baile que ella le enseña en la arena, se hace eco del Guido de cuarenta años como un talismán, recordándole las terribles consecuencias que tuvo esa noche –el castigo de las monjas y el rechazo de su horrorizada madre (The Bells of St. Sebastian). Incapaz de soportar el temor de los adultos, el muchacho vuelve a la playa para no encontrar nada más que el viento y la arena –una imagen de la evanescente naturaleza del amor, y la causa de la maestría cinematográfica de Guido Contini y del peligro del desarraigo: un corazón fugitivo. 
Volviendo al presente, Guido se encuentra una vez más en la playa. Con él, se encuentra Claudia Nardi, la estrella de cine, musa de sus grandes éxitos, que ha volado desde París acudiendo a la llamada de socorro de Guido. Sin embargo, esta vez ella no acepta el papel de su nueva película y él no es capaz de encajar el rechazo. Está enfadado. No es capaz de entender que Claudia también le ama, pero desea que él la ame como mujer y no de forma platónica –él, nuevamente, se da cuenta demasiado tarde de que esa es la verdadera razón de la llegada de Claudia-. Él no puede amarla de esa manera. De alguna forma, ella acaba sintiéndose liberada para quererle por lo que es, sin esperar que él la ame. Irónicamente, Claudia lo llama “Mi encantador Casanova” dando, involuntariamente a Guido, la misma inspiración que necesita y por la cual siempre la buscó. Mientras Claudia le deja ir con “Unusual Way”, Guido se aferra como último recurso a un clavo ardiendo –una película desesperada e inspiradora- utilizando como reparto a todas las mujeres de su vida. 
La improvisada película resulta una brutal colisión entre su vida real y su vida creativa –una película tan auto-lacerante como cruel, y durante la cual Carla visita el plató para comunicarle su divorcio y su alegría ante el hecho de que ya puede contraer matrimonio con Guido. Éste la rechaza sin miramientos, obcecado en su próxima escena, cuyo clímax culmina con Luisa, su mujer, consternada y conmovida por el uso que él ha hecho de su intimidad (y hasta de sus palabras) como fuente de inspiración de la película, terminando en una explosión de tristeza y rabia. Durante este momento, Guido mantiene las cámaras rodando, capturando así una escena de absoluta desolación: las mujeres que él ama, y Luisa, a quien él ama por encima de todo, se ven esparcidas como porcelana rota en el contexto de su desafortunado intento por crear una gran película.
La película está muerta. El reparto se va. Todos se van: Carla con “Simple”, las palabras de un corazón roto, Claudia con una carta que le envía desde París donde Guido conoce que se ha casado, y Luisa a través de una demoledora ruptura en la que le confiesa que ese matrimonio ha sido, como ella dice, “todo para mí” (Be On Your Own). 
Guido está solo. La pieza “I Can’t Make This Movie” asciende como un grito del director, perdido y sin dirección, llegando incluso a barajar el suicidio. Sin embargo, ya con el arma en su cabeza, se produce una intervención salvadora procedente de sus propios recuerdos como un niño de nueve años (Getting Tall), en el que el Guido del pasado le dice que es hora de seguir adelante. De crecer. Guido acaba dejando el arma. Cuando las mujeres regresan a escena en una repetición (Reprises), esta vez para dejarlo ir, sólo hay una ausente: Luisa. Guido siente el doloroso vacío a la que siempre amará. En la producción de Broadway del año 2003, cuando el niño llevó a las mujeres a su propio futuro mientras sonaba ‘Be Italian’, Luisa aparece en la habitación durante la última nota, y Guido se vuelve hacia ella, pero esta vez, preparado para escuchar. 

## Producciones

#### Taller
Originalmente concebido como un reparto equitativo entre hombres y mujeres, muchos de los cambios que dieron lugar a un reparto mayoritariamente femenino se concibieron durante los ensayos de un taller que se llevaron a cabo en la planta superior del teatro New Amsterdam Theatre en otoño de 1981. Por su participación, el taller les cedió un pequeño porcentaje del show durante un limitado periodo de tiempo. Kathi Moss y las tres amigas del pequeño Guido durante su niñez fueron las únicas actrices del reparto original de Broadway que decidieron no participar en el taller. 

#### Producción original de Broadway
Después de diecinueve previas, la producción de Broadway, dirigida por Tommy Tune y coreografiada por Thommie Walsh, se estrenó el 9 de mayo de 1982 en el número 46 de la calle Theatre y se interpretó 729 veces. El reparto incluía a Raul Julia en el papel de Guido, a Karen Akers como Luisa, a Liliane Montevecchi como Liliane, a Anita Morris como Carla, a Shelly Burch como Claudia, Camille Saviola como Mama Maddelena, a Kathi Moss como Saranguina, a Cameron Johann como el joven Guido y a Taina Elg como la madre de Guido. Para redondear el reparto, también estaban Christopher Evans Allen, Jeanie Bowers, Stephanie Cotsirilos, Kim Criswell, Kate DeZina, Colleen Dodson, Lulu Downs, Louise Edeiken, Laura Kenyon, Linda Kerns, Nancy McCall, Cynthia Meryl, Rita Rehn, Dee Etta Rowe, Jadrien Steele, Patrick Wilcox y Alaina Warren Zachary. El actor anteriormente mencionado, Raul Julia, interpretó a Guido durante un año, desde el 9 de mayo de 1982 hasta el 8 de mayo de 1983 (Bert Convy remplazó a Julia, sin embargo, durante un mes de vacaciones del actor en enero de 1983). Sergio Franchi fue el encargado de retomar el papel de Guido tras Raul Julia, papel que llevaría al escenario en 330 ocasiones, desde el 9 de mayo de 1983 hasta el 4 de febrero de 1984, fecha en la que la producción decidió terminar. El compositor Maury Yeston añadió una balada al estilo de Franchi, el actor, conocida como “Now Is the Moment” durante la hermosa banda sonora italiana.
Otros reemplazos fueron Maureen McGovern y luego Eileen Barnett como Luisa, Wanda Richert como Carla, Priscilla Lopez como Liliane y Barbara Stock como Claudia. Una vez que los muchachos originales alcanzaron la altura requerida para sus papeles, fueron reemplazados por Derek Scott Lashine como el pequeño Guido, Jeffrey Vitelli (también suplente del pequeño Guido), Braden Danner y Peter Brendon. El musical ganó cinco Premios Tony, incluidos los mejores premios musicales y tres Premios Drama Desk, que incluyen Mejor música, Mejor letra y Mejor musical. Sony lanzó una grabación original del elenco y fue nominada para un premio Grammy.

#### Gira nacional
Los planes originales se centraban en que el espectáculo de Broadway continuara incluso mientras daba comienzo la gira nacional. Sin embargo, los nuevos productores (James Nederlander y Zev Buffman) hicieron la oferta correcta para el espectáculo móvil, y la producción de Broadway se cerró para que todo el elenco de Broadway pudiese acudir a la gira, con Sergio Franchi como cabeza de cartel. Diecinueve fueron las ciudades que se planearon originalmente, pero se realizaron varios cambios durante la gira. El más destacado fue la cancelación de un lugar de Baton Rouge para que el programa sirviera para la Gran Inauguración de la temporada Los Angeles Civic Light Opera. Esto fue para acomodar la cancelación de On Your Toes después de que Leslie Caron (la estrella) fuese hospitalizada debido a una lesión en la cadera. Cuando se tomó la decisión de cancelar la gira después de San Francisco, los fanáticos de Louisiana se enojaron porque no se había creado una fecha alternativa para ellos (Sergio Franchi era extremadamente popular en Louisiana.) Las críticas fueron en general muy favorables, aunque un crítico de DC lamentó algunos cambios de producción (aunque admitió que no habían visto la producción original de Broadway). El lugar de producción se cambió de un spa a una estación de ferrocarril, principalmente para acomodar el volumen de escenario que debía transportarse de un lugar a otro. El otro cambio lamentado en DC fue la iluminación. Una revisión de la producción de Florida reconoció que la estación de ferrocarril gris con arcos incrustados de luz pudo haber sido "aún más surrealista de lo que sus creadores podrían haber intentado". En contraste, el crítico de San Diego expresó su admiración por la "luz halagadora" de Marcia Madeira.
1984 "Nine" - The National Tour - Sergio Franchi interpretando a Guido Contini (aunque no es una lista completa, se encontraron las siguientes referencias):
Washington, DC - Kennedy Center Opera House - 4 de abril de 1984 hasta el 21 de abril de 1984 
Miami Beach, FL - Teatro de Artes Escénicas de Miami Beach - 4 de mayo de 1984 hasta el 17 de mayo de 1984 
Los Angeles - Dorothy Chandler Pavilion Music Center - 23 de mayo de 1984 hasta el 1 de junio de 1984
Dallas, TX - Teatro Majestic - 5 de junio de 1984 a 17 de junio de 1984 
San Diego, CA - Teatro Fox - 2 de julio de 1984 hasta el 7 de julio de 1984
Seattle, WA - Teatro 5th Avenue - 10 de julio de 1984 hasta el 15 de julio de 1984 
San Francisco, CA - Semana del 24 de agosto de 1984
- Datos: Q2278286
- Multimedia: Nine (musical) / Q2278286